# Німецько-сербські відносини
Німецько-сербські відносини — міжнародні відносини між Німеччиною та Сербією. Обидві країни встановили дипломатичні відносини 18 січня 1879 року. Німеччина має посольство в Белграді. Сербія має посольство в Берліні та п'ять генеральних консульств (у Франкфурті, Гамбурзі, Мюнхені, Штутгарті та Дюссельдорфі). У Німеччині проживає близько 505 000 людей сербського походження. Німеччина є членом Європейського Союзу, а Сербія вважається кандидатом на вступ до ЄС.

## Історія

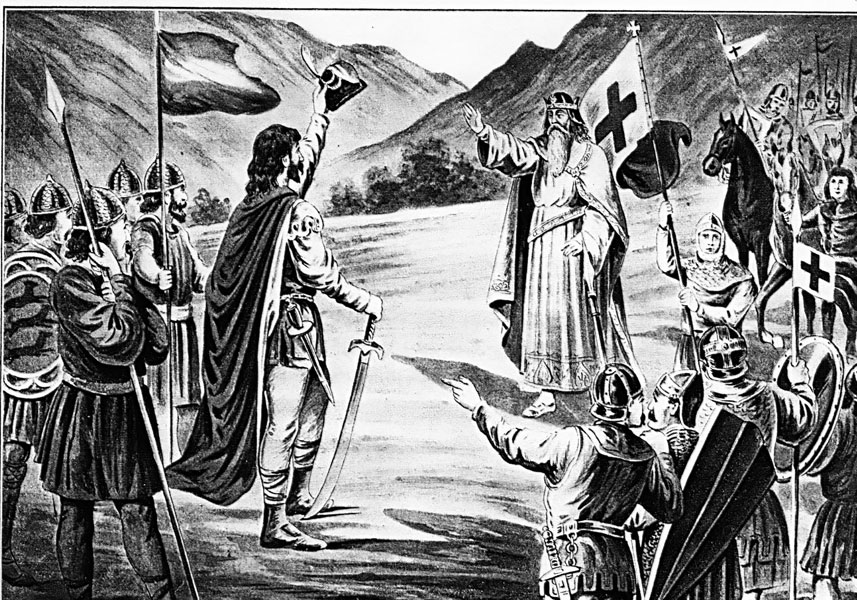
Зустріч Стефана Немані та Фрідріха Барбаросси в 1189 році, автор Коста Мандрович (ХІХ ст.)

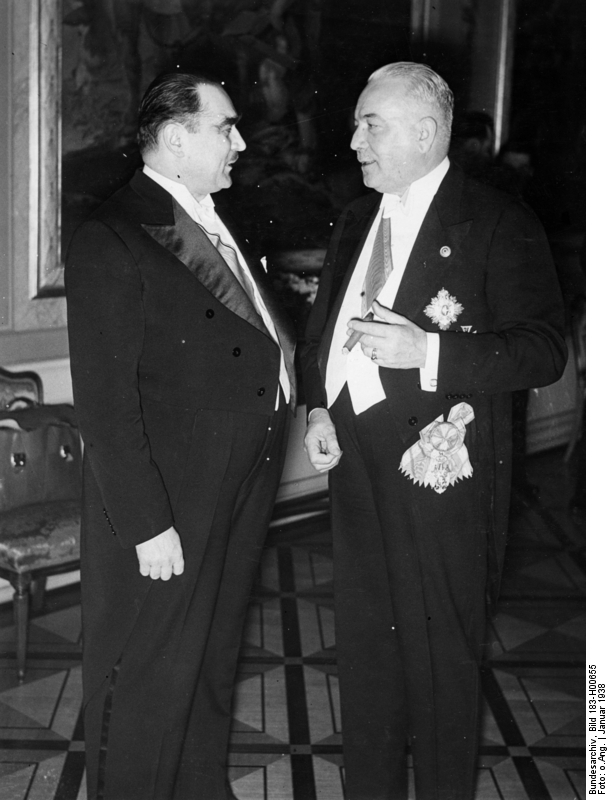
Прем'єр-міністр Югославії Мілан Стоядинович і райхсміністр закордонних справ Костянтин фон Нейрат, 1938 рік

Походження сербсько-німецьких відносин можна простежити до середньовіччя. Великий князь Сербії Стефан Неманя та імператор Фрідріх I зустрілися в сучасному Ніші в 12 столітті. В часи розквіту сербської середньовічної держави до Сербії привезли саксонських шахтарів із метою подальшого розширення гірничої промисловості, яка була головним джерелом багатства та влади сербських правителів. За свою роботу саксонцям надавали певні привілеї. Мандрівні артисти з сучасної Німеччини відвідували середньовічні двори Сербії із записаними іменами, включаючи майстра гри на волинці на ім'я Кунц, який виступав у 1379 році, гравця на флейті на ім'я Ганс у 1383 році та сопілкаря з Кельна на ім'я Пітер у 1426 році.
Культура сербів Габсбурзької монархії значно зазнала впливу німецької культури, а частина сербів піддалася германізації. Через німецькі впливи та кілька інших причин сербська культурна модель була змінена та порівняна з моделями країн Центральної Європи.
Князівство і Королівство Сербія підтримували міцні відносини з Німеччиною. Більшість сербських інженерів і технічних фахівців здобули освіту в Німеччині або в німецькомовних країнах, а німецька була обов'язковою мовою у відповідних вищих навчальних закладах. Мюнхен був важливим освітнім центром для сербських художників. Німецькі архітектори також вплинули на архітектуру Сербії. Сербське цивільне та торгове законодавство, а також організація Белградського університету були під впливом політичних німецьких моделей.
Хоча відносини двох країн були на дуже низькому рівні після Першої світової війни, але торгівля та спільний бізнес ніколи не припинялися.
У міжвоєнний період німецький політичний і культурний вплив став менш актуальним, оскільки основним чинником впливу на Королівство Югославія стала Франція, а французька культура була взірцем для сербських еліт. Однак під час правління Стоядиновича Югославія зблизилася з нацистською Німеччиною та зменшила взаємодію зі своїми традиційними союзниками Францією та Великою Британією.  Пізніше Югославія приєдналася до Троїстого пакту. Загалом між двома світовими війнами сербська інтелігенція захистили німецькою мовою 62 докторські дисертації, з яких 31 була в галузі економіки. Кілька студентів Белградського університету в 1930-х роках отримували німецькі стипендії. Між 1937 і 1940 роками близько 50 громадян Югославії навчалися в Німеччині, поступаючись лише Франції за кількістю іноземних студентів. Ряд професорів пройшли аспірантуру в Німеччині.

## Порівняння країн
|                     | Німеччина | Сербія                                                                                    |
| ------------------- | --- | ----------------------------------------------------------------------------------------- |
| Населення           | 81 799 600 | 7 120 666                                                                                 |
| Територія           | 357,021 км2 (137,847 квадратних миль)                                                                                              | 88,361 км2 (29,913 квадратних миль)                                                       |
| Густота населення   | 229/км2 (593/квадратних миль) | 89/км2 (230.5/квадратних миль)                                                            |
| Столиця             | Берлін | Белград                                                                                   |
| Найбільше місто     | Берлін — 3 471 756 (агломерація 6 млн)                                                                                             | Белград — 1 640 000 (агломерація 2 млн)                                                   |
| Уряд                | Федеративна парламентська конституційна республіка                                                                                 | Парламентська республіка                                                                  |
| Теперішній керівник | Президент Франк-Вальтер Штайнмаєр Канцлер Олаф Шольц                                                                               | Президент Александар Вучич Прем'єр-міністр Мілош Вучевич                                  |
| Офіційні мови       | Німецька | Сербська (офіційні мови провінцій: словацька, угорська, румунська, русинська, хорватська) |
| Головні релігії     | 30,0 % католики, 29,9 % протестанти, 1,6 % православні, 4,6 % — 5,2 % іслам                                                        | 84,1 % православні, 6,24 % католики, 3,62 % іслам, 2 % протестанти, 5,4 % інші            |
| Національні групи   | 80.7 % німці, 2.0 % поляки, 4.0 % турки і 3.6 % інші європейці (зокрема, південноєвропейців, західноєвропейці та колишні югослави) | 83 % серби, 4 % угорці, 2 % босняки, 1.5 % цигани, 1 % югослави, 1 % словаки, 10 % інші   |
| ВВП (номінальний)   | US$3.577 трильйон ($43,741 на особу)                                                                                               | $50.061 мільярд ($6,781 на особу)                                                         |